# Felice Clerici
Felice Clerici (Milano, 1710 circa – Milano, 1780) è stato un ceramista italiano.

## Biografia
Originario di una famiglia di commercianti di articoli di importazione di seta e di lusso, gestiti dal fratello Francesco, 
nel 1726 Clerici fu nominato erede del patrimonio familiare e decise di fondare una prestigiosa fabbrica di maioliche milanese, inaugurata il 18 ottobre 1745 presso Sant'Ambrogio sul Naviglio, che già dieci anni dopo contava oltre una quarantina di operai. Clerici in questa sua iniziativa imprenditoriale seguì l'esempio delle Porcellane di Meissen sviluppate dal 1708 in Sassonia da Ehrenfried Walther von Tschirnhaus.
La tipologia del materiale prodotto variò sin dagli esordi, includendo vasellame, statuette e decorativo, ed ispirandosi, per quanto riguarda la fantasia decorativa pittorica, al gusto orientale e a produzioni liguri, lodigiane e francesi. In seguito inventerà formule decorative originali, dette "alla milanese" nelle altre fabbriche italiane.
La macinatura degli ingredienti per l'incrostatura delle maioliche era effettuata al mulino della Cavalchina, presso Sant'Angelo; le terre fittili erano importate prevalentemente dalla provincia di Novara; la produzione, seppure di crescente qualità, non si allontanò mai decisamente da un carattere artigiano.
Tra i pittori che collaborarono con Clerici, si può citare Pasquale Rubati, che nel giro di pochi anni aprì una manifattura propria in concorrenza con il suo ex-principale.
L'attività della fabbrica iniziò a declinare durante il secolo successivo.
Il Museo del Castello Sforzesco milanese conserva un'ampia raccolta della produzione di Clerici.
Clerici si distinse anche per un'altra attività manifatturiera, costituita dalla costruzione di tre mulini, di un filatoio con sessanta telai, che produssero, dal 1763, panni, rattine, felpe, velluti, amiens, scotti d'Inghilterra, camellotti, saglie romane e scotti di Zurigo.
I lavoratori impegnati in questa attività raggiunsero le cinquecento unità e in pochi anni Clerici diventò il maggior produttore a Milano di tessuti correnti (1.127 pezze nel 1771).
Intorno agli anni ottanta del Settecento, il figlio di Clerici, Giuseppe Maria, assunse la direzione dell'opificio, e fu proprio lui a dover gestire il rovinoso incendio del 1783, che distrusse macchine e scorte.

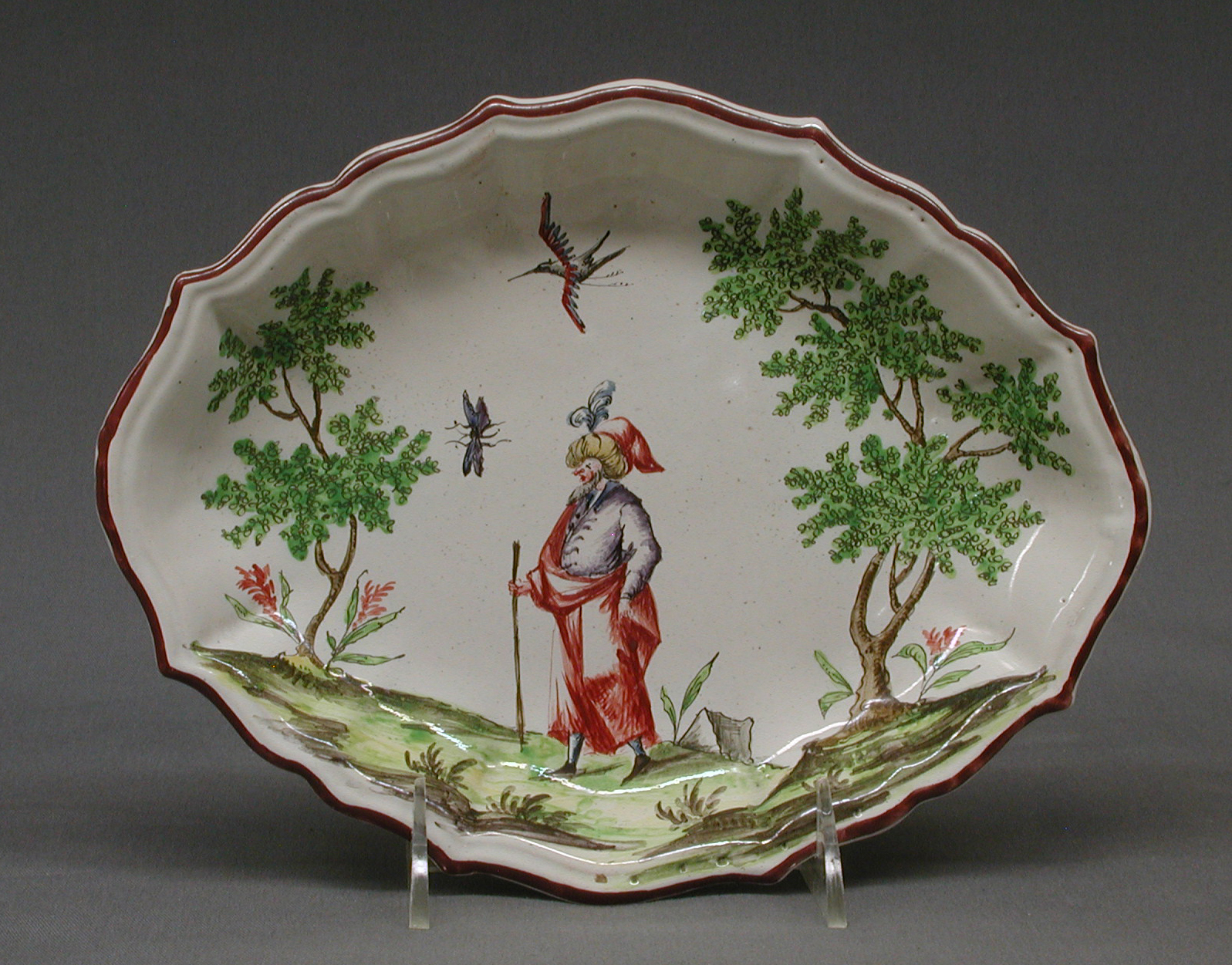
Piatto, 1750, Metropolitan Museum of Art
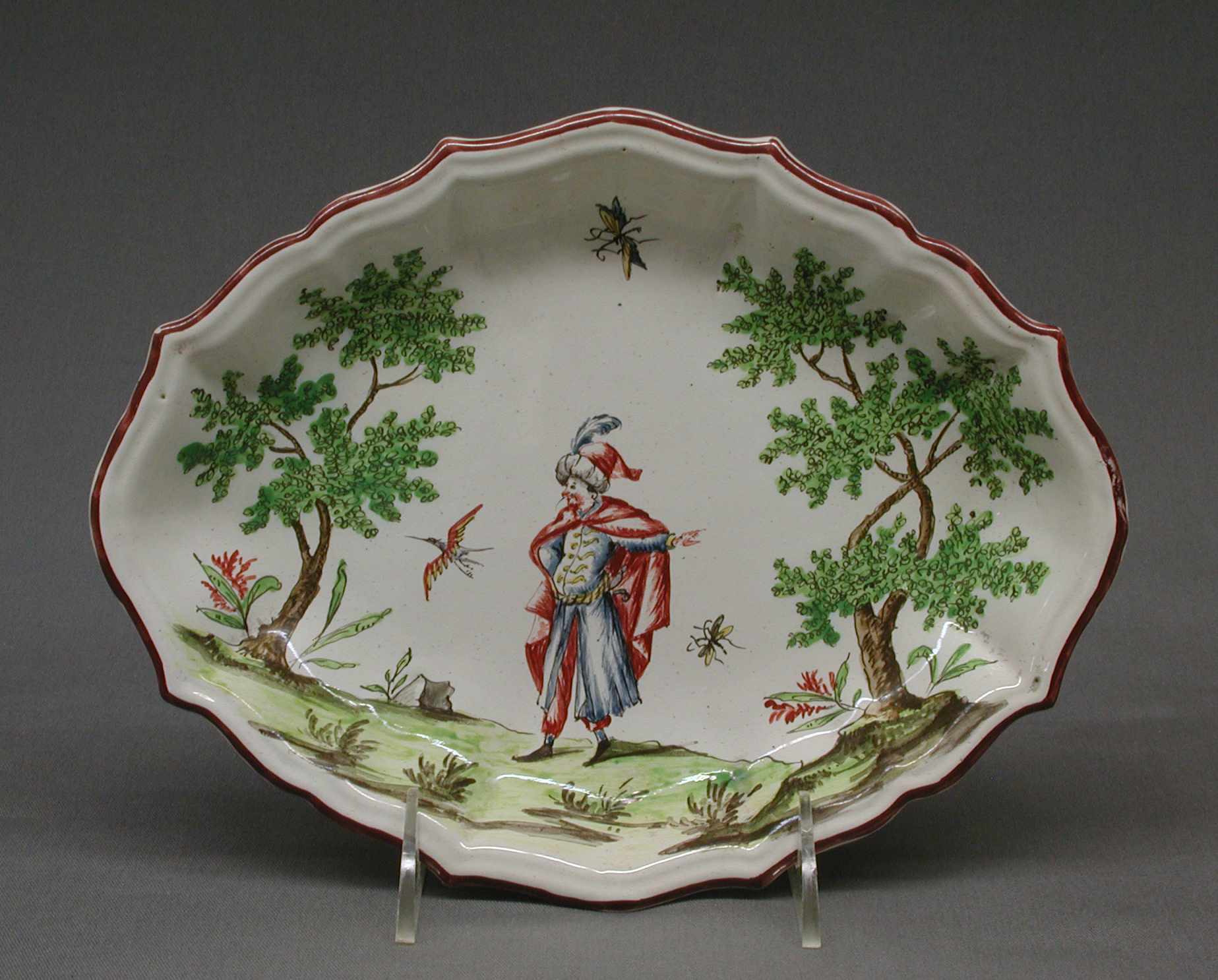
Piatto, 1750, Metropolitan Museum of Art
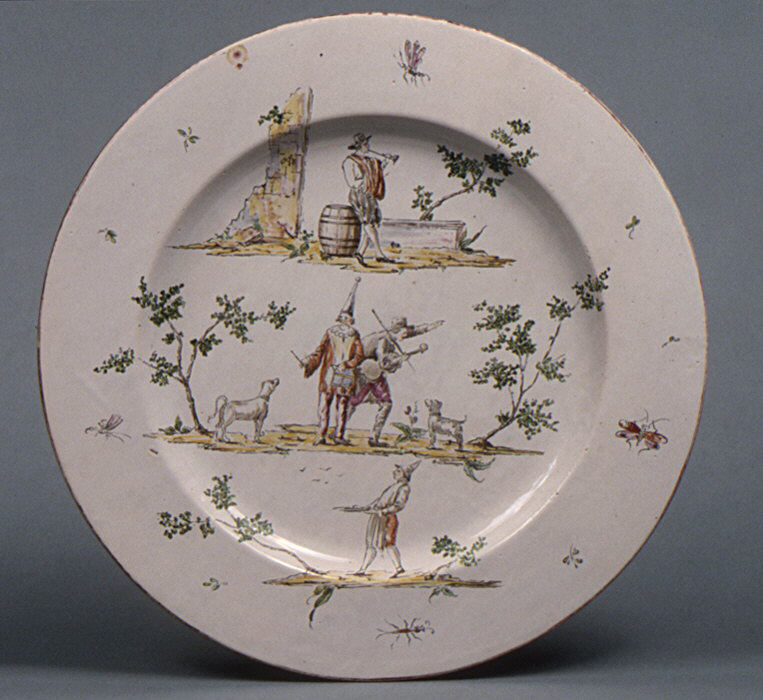
Piatto, 1763, Metropolitan Museum of Art